# Ubranie sportowe

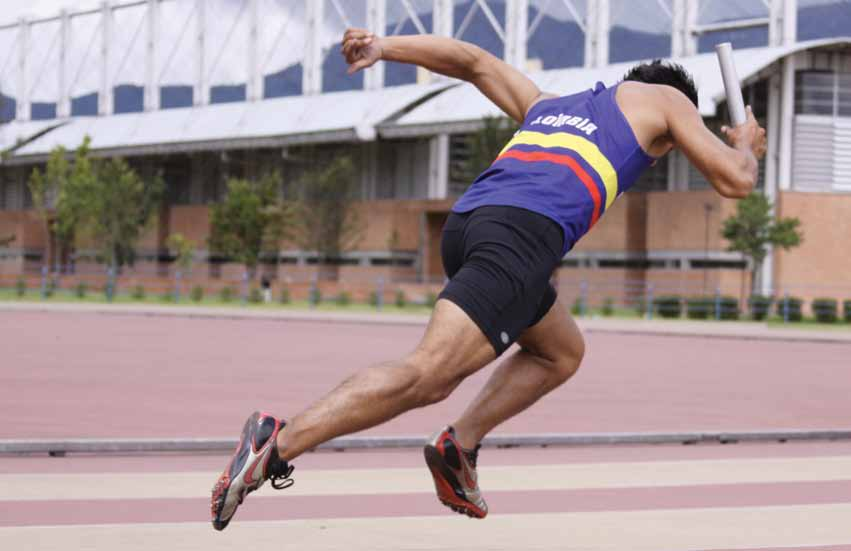
Biegacz sztafety w stroju sportowym

Ubranie sportowe (odzież sportowa) – ubranie, którego sposób i jakość wykonania pozwala na swobodne i łatwe uprawianie sportu. Tego typu ubrania są najczęściej wykonywane z materiałów elastycznych.
Do tego typu odzieży zalicza się m.in.:
- spodnie dresowe,
- bluzy dresowe,
- krótkie spodenki,
- podkoszulki i podkoszulki-bokserki.
- biustonosze sportowe[1]